# Llista d'asteroides/154401-154500
| Nom      | Designació provisional | Data de descobriment | Lloc de descobriment | Descobridor/s  |
| -------- | ---------------------- | -------------------- | -------------------- | -------------- |
| 154401 - | 2003 AP52              | 5 de gener de 2003   | Socorro              | LINEAR         |
| 154402 - | 2003 AB53              | 5 de gener de 2003   | Socorro              | LINEAR         |
| 154403 - | 2003 AM54              | 5 de gener de 2003   | Socorro              | LINEAR         |
| 154404 - | 2003 AU56              | 5 de gener de 2003   | Socorro              | LINEAR         |
| 154405 - | 2003 AK57              | 5 de gener de 2003   | Socorro              | LINEAR         |
| 154406 - | 2003 AX58              | 5 de gener de 2003   | Socorro              | LINEAR         |
| 154407 - | 2003 AB59              | 5 de gener de 2003   | Socorro              | LINEAR         |
| 154408 - | 2003 AJ75              | 10 de gener de 2003  | Socorro              | LINEAR         |
| 154409 - | 2003 AN75              | 10 de gener de 2003  | Socorro              | LINEAR         |
| 154410 - | 2003 AY77              | 10 de gener de 2003  | Socorro              | LINEAR         |
| 154411 - | 2003 AR82              | 11 de gener de 2003  | Socorro              | LINEAR         |
| 154412 - | 2003 AX82              | 8 de gener de 2003   | Bergisch Gladbach    | W. Bickel      |
| 154413 - | 2003 BQ8               | 26 de gener de 2003  | Anderson Mesa        | LONEOS         |
| 154414 - | 2003 BH12              | 26 de gener de 2003  | Anderson Mesa        | LONEOS         |
| 154415 - | 2003 BQ19              | 26 de gener de 2003  | Haleakala            | NEAT           |
| 154416 - | 2003 BF21              | 27 de gener de 2003  | Anderson Mesa        | LONEOS         |
| 154417 - | 2003 BO25              | 26 de gener de 2003  | Palomar              | NEAT           |
| 154418 - | 2003 BR26              | 26 de gener de 2003  | Anderson Mesa        | LONEOS         |
| 154419 - | 2003 BH27              | 26 de gener de 2003  | Anderson Mesa        | LONEOS         |
| 154420 - | 2003 BB31              | 27 de gener de 2003  | Socorro              | LINEAR         |
| 154421 - | 2003 BO33              | 27 de gener de 2003  | Haleakala            | NEAT           |
| 154422 - | 2003 BO36              | 27 de gener de 2003  | Socorro              | LINEAR         |
| 154423 - | 2003 BW40              | 28 de gener de 2003  | Socorro              | LINEAR         |
| 154424 - | 2003 BM42              | 28 de gener de 2003  | Socorro              | LINEAR         |
| 154425 - | 2003 BQ44              | 27 de gener de 2003  | Socorro              | LINEAR         |
| 154426 - | 2003 BE47              | 29 de gener de 2003  | Palomar              | NEAT           |
| 154427 - | 2003 BC48              | 27 de gener de 2003  | Anderson Mesa        | LONEOS         |
| 154428 - | 2003 BE48              | 27 de gener de 2003  | Anderson Mesa        | LONEOS         |
| 154429 - | 2003 BY49              | 27 de gener de 2003  | Socorro              | LINEAR         |
| 154430 - | 2003 BX50              | 27 de gener de 2003  | Socorro              | LINEAR         |
| 154431 - | 2003 BN51              | 27 de gener de 2003  | Socorro              | LINEAR         |
| 154432 - | 2003 BP51              | 27 de gener de 2003  | Socorro              | LINEAR         |
| 154433 - | 2003 BE55              | 27 de gener de 2003  | Haleakala            | NEAT           |
| 154434 - | 2003 BC56              | 28 de gener de 2003  | Haleakala            | NEAT           |
| 154435 - | 2003 BO57              | 27 de gener de 2003  | Socorro              | LINEAR         |
| 154436 - | 2003 BD66              | 30 de gener de 2003  | Kitt Peak            | Spacewatch     |
| 154437 - | 2003 BX67              | 27 de gener de 2003  | Socorro              | LINEAR         |
| 154438 - | 2003 BM77              | 30 de gener de 2003  | Anderson Mesa        | LONEOS         |
| 154439 - | 2003 BW77              | 30 de gener de 2003  | Anderson Mesa        | LONEOS         |
| 154440 - | 2003 BO79              | 31 de gener de 2003  | Anderson Mesa        | LONEOS         |
| 154441 - | 2003 BV80              | 30 de gener de 2003  | Anderson Mesa        | LONEOS         |
| 154442 - | 2003 BS82              | 31 de gener de 2003  | Socorro              | LINEAR         |
| 154443 - | 2003 BX82              | 31 de gener de 2003  | Socorro              | LINEAR         |
| 154444 - | 2003 BF83              | 31 de gener de 2003  | Socorro              | LINEAR         |
| 154445 - | 2003 BQ84              | 30 de gener de 2003  | Haleakala            | NEAT           |
| 154446 - | 2003 CY1               | 1 de febrer de 2003  | Kitt Peak            | Spacewatch     |
| 154447 - | 2003 CZ1               | 1 de febrer de 2003  | Socorro              | LINEAR         |
| 154448 - | 2003 CT4               | 1 de febrer de 2003  | Socorro              | LINEAR         |
| 154449 - | 2003 CY5               | 1 de febrer de 2003  | Anderson Mesa        | LONEOS         |
| 154450 - | 2003 CE6               | 1 de febrer de 2003  | Socorro              | LINEAR         |
| 154451 - | 2003 CN9               | 2 de febrer de 2003  | Socorro              | LINEAR         |
| 154452 - | 2003 CO10              | 3 de febrer de 2003  | Socorro              | LINEAR         |
| 154453 - | 2003 CJ11              | 3 de febrer de 2003  | Anderson Mesa        | LONEOS         |
| 154454 - | 2003 CG12              | 2 de febrer de 2003  | Palomar              | NEAT           |
| 154455 - | 2003 CL12              | 2 de febrer de 2003  | Palomar              | NEAT           |
| 154456 - | 2003 CE18              | 8 de febrer de 2003  | Socorro              | LINEAR         |
| 154457 - | 2003 CK19              | 8 de febrer de 2003  | Socorro              | LINEAR         |
| 154458 - | 2003 CU19              | 8 de febrer de 2003  | Socorro              | LINEAR         |
| 154459 - | 2003 DJ1               | 21 de febrer de 2003 | Palomar              | NEAT           |
| 154460 - | 2003 DO1               | 21 de febrer de 2003 | Palomar              | NEAT           |
| 154461 - | 2003 DU5               | 19 de febrer de 2003 | Palomar              | NEAT           |
| 154462 - | 2003 DC6               | 22 de febrer de 2003 | Kitt Peak            | Spacewatch     |
| 154463 - | 2003 DL6               | 24 de febrer de 2003 | Modra                | Š. Gajdoš      |
| 154464 - | 2003 DU12              | 26 de febrer de 2003 | Campo Imperatore     | CINEOS         |
| 154465 - | 2003 DB13              | 22 de febrer de 2003 | Palomar              | NEAT           |
| 154466 - | 2003 DO15              | 26 de febrer de 2003 | Haleakala            | NEAT           |
| 154467 - | 2003 DR15              | 27 de febrer de 2003 | Haleakala            | NEAT           |
| 154468 - | 2003 DG17              | 28 de febrer de 2003 | Kleť                 | Kleť           |
| 154469 - | 2003 DR17              | 22 de febrer de 2003 | Goodricke-Pigott     | J. W. Kessel   |
| 154470 - | 2003 DP19              | 22 de febrer de 2003 | Palomar              | NEAT           |
| 154471 - | 2003 DX20              | 22 de febrer de 2003 | Palomar              | NEAT           |
| 154472 - | 2003 DD24              | 22 de febrer de 2003 | Palomar              | NEAT           |
| 154473 - | 2003 DM24              | 22 de febrer de 2003 | Kitt Peak            | Spacewatch     |
| 154474 - | 2003 EJ2               | 5 de març de 2003    | Socorro              | LINEAR         |
| 154475 - | 2003 EU2               | 5 de març de 2003    | Socorro              | LINEAR         |
| 154476 - | 2003 EX3               | 6 de març de 2003    | Palomar              | NEAT           |
| 154477 - | 2003 EW5               | 5 de març de 2003    | Socorro              | LINEAR         |
| 154478 - | 2003 EJ10              | 6 de març de 2003    | Socorro              | LINEAR         |
| 154479 - | 2003 ET10              | 6 de març de 2003    | Socorro              | LINEAR         |
| 154480 - | 2003 ED18              | 6 de març de 2003    | Anderson Mesa        | LONEOS         |
| 154481 - | 2003 EB24              | 6 de març de 2003    | Socorro              | LINEAR         |
| 154482 - | 2003 EX25              | 6 de març de 2003    | Anderson Mesa        | LONEOS         |
| 154483 - | 2003 EO28              | 6 de març de 2003    | Socorro              | LINEAR         |
| 154484 - | 2003 EB31              | 6 de març de 2003    | Palomar              | NEAT           |
| 154485 - | 2003 EZ32              | 7 de març de 2003    | Anderson Mesa        | LONEOS         |
| 154486 - | 2003 EJ33              | 7 de març de 2003    | Anderson Mesa        | LONEOS         |
| 154487 - | 2003 EZ35              | 7 de març de 2003    | Anderson Mesa        | LONEOS         |
| 154488 - | 2003 EL36              | 7 de març de 2003    | Anderson Mesa        | LONEOS         |
| 154489 - | 2003 EN51              | 7 de març de 2003    | Goodricke-Pigott     | R. A. Tucker   |
| 154490 - | 2003 EQ60              | 15 de març de 2003   | Haleakala            | NEAT           |
| 154491 - | 2003 FM2               | 24 de març de 2003   | Cordell-Lorenz       | Cordell-Lorenz |
| 154492 - | 2003 FD4               | 26 de març de 2003   | Palomar              | NEAT           |
| 154493 - | 2003 FU6               | 27 de març de 2003   | Piszkéstető          | K. Sárneczky   |
| 154494 - | 2003 FL10              | 23 de març de 2003   | Kitt Peak            | Spacewatch     |
| 154495 - | 2003 FU15              | 23 de març de 2003   | Palomar              | NEAT           |
| 154496 - | 2003 FK18              | 24 de març de 2003   | Kitt Peak            | Spacewatch     |
| 154497 - | 2003 FD21              | 23 de març de 2003   | Haleakala            | NEAT           |
| 154498 - | 2003 FT24              | 24 de març de 2003   | Kitt Peak            | Spacewatch     |
| 154499 - | 2003 FX26              | 24 de març de 2003   | Kitt Peak            | Spacewatch     |
| 154500 - | 2003 FZ26              | 24 de març de 2003   | Kitt Peak            | Spacewatch     |